# Condado de Brooks (Texas)
O Condado de Brooks é um dos 254 condados do estado norte-americano do Texas. A sede do condado é Falfurrias, e sua maior cidade é Falfurrias.
O condado possui uma área de 2 444 km² (dos quais 1 km² estão cobertos por água), uma população de 7 976 habitantes, e uma densidade populacional de 3 hab/km² (segundo o censo nacional de 2000).
O condado foi criado em 1911.